# Sanharó
Sanharó là một đô thị thuộc bang Pernambuco, Brasil. Đô thị này có diện tích 247,5 km², dân số năm 2007 là 18129 người, mật độ 73,25 người/km².